# Willamette Valley
Willamette Valley (česky Údolí řeky Willamette) je přibližně 240 km dlouhé a 30 až 50 km široké údolí v severozápadní části Oregonu, ve Spojených státech amerických. Willemette Valley tvoří kulturní a hospodářské centrum státu Oregonu, nachází se zde největší město Portland i hlavní město Salem. Žije zde okolo 70 % obyvatel státu. Údolí se rozkládá mezi západně ležícím Oregonským pobřežní pásmem a východně ležícím Kaskádovým pohořím. Celým údolím protéká řeka Willamette. Oblast tvoří rozsáhlé vrstvy naplavených sedimentů, proto je zde velmi úrodná půda. Od 19. století je Willamette Valley centrem zemědělství.

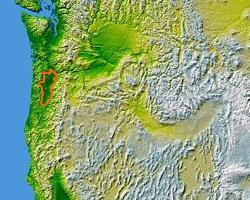
Willamette Valley